# Химози (район Гатчины)
Хи́мози — микрорайон города Гатчины (Ленинградская область). Находится в южной части города, рядом с Колпанским озером, отделён от основной части Гатчины железнодорожной линией Мга — Ивангород. Название получил от расположенной рядом деревни Химози.
Район составляет преимущественно деревянная жилая застройка.
На территории исторического района Химози находится Гатчинский электротехнический завод (филиал ОАО «ЭЛТЕЗА» ГЭТЗ — ул. Матвеева, 48), занимающийся производством и ремонтом электротехнического оборудования для железных дорог.

## Транспорт
В 1872 году Красносельская ветвь Петергофско-Ораниенбаумской железной дороги была продлена до Гатчины и соединена с Балтийской ветвью Варшавской железной дороги. Участок, соединяющий две ветви, проходит ныне через исторический район Химози и является электрифицированным. На этом участке железной дороги имеется пассажирская платформа «Гатчина-Товарная», где останавливаются пригородные электропоезда «Санкт-Петербург — Гатчина — Санкт-Петербург» (круговые), а также «Санкт-Петербург — Ивангород» и «Санкт-Петербург — Гдов», отправляющиеся с Балтийского вокзала.
Кроме того, до Химози можно добраться на автобусах: маршрут № 4 связывает этот район с центром Гатчины, а маршрут № 20 — с районами Аэродром, Егерская слобода и Мариенбург. Оба маршрута проходят по улицам Матвеева и Новой.

## Улицы микрорайона
- Болотная улица
- Грунтовая улица
- Двинское шоссе
- Деповский переулок
- Ключевой переулок
- Красногвардейская улица
- улица Ленинградских Ополченцев
- улица Ломоносова
- улица Матвеева
- Можайская улица
- Молодёжная улица
- Новая улица
- Паровозный переулок
- Печорский переулок
- Путейская (б. Железнодорожная) улица
- Рубежная улица
- Светлый переулок
- Солнечная улица
- Тихая улица
- Тихий переулок
- Товарная-Балтийская улица
- Уральская улица
- Ягодная улица